# Færøsk olieudvinding
Færøsk olie udvinding begynder 1981 i Lopra med en boring ned i 2.178 meters dybde. Der findes spor af gas, men ikke nok til udnyttelse af fundet. I juli 1996 genoptages boringen ved Lopra, som når ned i 3.558 meters dybde uden at finde olie. De to boringers hovedformål var at undersøge den færøske undergrunds sammensætning. 
Geologisk minder området mellem Færøerne og Shetlandsøerne meget om Nordsøen. 
Tre oliekonsortier har fået koncession til olieboringer, og Statoil var det første selskab der prøveborede sydøst for Færøerne og nordvest for Shetlandsøerne i færøsk farvand. Havdybden hvor boringen fandt sted var 1.000 meter, og der blev boret 3.000 meter ned i undergrunden. Men selvom Statoil ikke fandt olie i første omgang, har prøveboringen givet nyttige oplysninger om undergrunden, som kan gavne andre olieselskaber. De færøske olieboringer er kun hundrede kilometer fra de store oliefund i britisk område.
2004 fandt selskabet Amerada Hess olie sydøst for Færøerne. Der kan dog gå år før det står klart, om selskabets oliefund er store nok til, at det kan betale sig at forsøge at udvinde olien. I juli 2005 startede ChevronTexaco med seismiske undersøgelser nær grænsen til Shetlandsøernes farvand. På den britiske side er olieproduktionen allerede i fuld gang.

## Chestnut
I september 2008 kom det Færøske selskab Atlantic Petroleum med en pressemeddelelse om at olie var fundet i Chestnut i britisk zone. Atlantic Petroleums del af licensen var 15%. Indtægterne forventes at være ca. 800 mio dkk. Den første last gav ca. 15-16 mio dkk.

## Blackbird
I august 2008 var der også et fund af olie i Blackbird området ud for Aberdeen. Atlantic Petroleums andel er 12% af denne brønd
Indtil videre er olie dog ikke fundet i Færøsk område. 
Atlantic Petroleum er en hurtigt voksende virksomhed.